# Văn học Liên Xô
Văn học Liên Xô (tiếng Nga: Литература СССР) là tên gọi ngành Văn học của Liên bang Cộng hòa Xã hội Chủ nghĩa Soviet (1917-1991). Thuật ngữ này bao gồm Văn học bằng tiếng Nga và 88 ngôn ngữ khác nhau cùng tồn tại trên lãnh thổ Liên bang Soviet.

## Lịch sử hình thành và phát triển
Thời kỳ Xô viết có ảnh hưởng tới văn học Nga là sau năm 1917. Maxim Gorky, Nhà văn đoạt Giải Nobel văn học Michail Aleksandrovich Sholokhov, Valentin Petrovich Kataev, Aleksei Nikolaevich Tolstoi, Vladimir Vladimirovich Mayakovsky, Ilf và Petrov trở thành những gương mặt nổi bật của Văn học Xô viết.
Mặc dù chủ nghĩa hiện thực xã hội giành được sự ủng hộ của chính quyền Liên bang Xô viết, nhưng một số nhà văn như Mikhail Afanasievich Bulgakov, Boris Leonidovich Pasternak, Andrei Platonov, Osip Emilyevich Mandelstam, Yury Valentinovich Trifonov, Isaac Emmanuilovich Babel và Vasily Semyonovich Grossman - vẫn bí mật tiếp tục truyền thống của văn học Nga, họ viết văn nhưng không hi vọng vào việc được xuất bản như là một tác phẩm tận sau khi họ đã chết.
- 1917 - 1929
- 1930 - 1940
- 1941 - 1953
- 1954 - 1991

## Nhân vật tiêu biểu

### Nhà nghiên cứu Văn học
- Mikhail Bakhtin

### Nhà thơ
- Sergey Yesenin
- Yulya Drunina

### Nhà văn
- Maksim Gorky
- Mikhail Sholokhov
- Anh em Strugatsky
- Kir Bulychyov

### Nhân vật bất đồng chính kiến
- Iosif Brodsky
- Aleksandr Solzhenitsyn